# Dīmītrīs Pinakas
Dīmītrīs Pinakas (in greco Δημήτρης Πινακάς?; Larissa, 1º settembre 2001) è un calciatore greco, attaccante del PAE Chania.

## Statistiche

### Presenze e reti nei club
Statistiche aggiornate al 31 gennaio 2021.
| Stagione        | Squadra         | Campionato      | Campionato | Campionato | Coppe nazionali | Coppe nazionali | Coppe nazionali | Coppe continentali | Coppe continentali | Coppe continentali | Altre coppe | Altre coppe | Altre coppe | Totale | Totale |
| Stagione        | Squadra         | Comp            | Pres       | Reti       | Comp            | Pres            | Reti            | Comp               | Pres               | Reti               | Comp        | Pres        | Reti        | Pres   | Reti   |
| --------------- | --------------- | --------------- | ---------- | ---------- | --------------- | --------------- | --------------- | ------------------ | ------------------ | ------------------ | ----------- | ----------- | ----------- | ------ | ------ |
| 2018-2019       | Larissa         | SL              | -          | -          | CG              | 1               | 0               | -                  | -                  | -                  | -           | -           | -           | 1      | 0      |
| 2019-2020       | Larissa         | SL              | 8          | 0          | CG              | 1               | 0               | -                  | -                  | -                  | -           | -           | -           | 9      | 0      |
| 2020-2021       | Larissa         | SL              | 18         | 6          | CG              | 1               | 0               | -                  | -                  | -                  | -           | -           | -           | 19     | 6      |
| Totale carriera | Totale carriera | Totale carriera | 26         | 6          |                 | 3               | 0               |                    | -                  | -                  |             | -           | -           | 29     | 6      |

## Palmarès

### Competizioni internazionali
- UEFA Conference League: 1

Olympiakos: 2023-2024